# Bùi Công Nam

Bùi Công Nam (sinh ngày 3 tháng 8 năm 1994) là một nam nhạc sĩ, ca sĩ kiêm nhà sản xuất thu âm người Việt Nam. Anh bắt đầu được biết đến khi tham gia mùa đầu tiên của chương trình Bài Hát Hay Nhất.

## Tiểu sử và sự nghiệp
Bùi Công Nam sinh ra và lớn lên tại Đắk Lắk, Việt Nam trong một gia đình không có ai theo truyền thống nghệ thuật. Trong những năm cấp ba, Bùi Công Nam đã học sáng tác nhạc và chơi guitar. Đến những năm đầu đại học, anh thành lập nhóm nhạc Acoustic và đi hát tại các quán cà phê. Anh từng theo học kỹ thuật điện tử tại trường Đại học Công nghiệp Thành phố Hồ Chí Minh trong 3 năm, nhưng đã quyết định bảo lưu kết quả để theo học Trường Đại học Văn hóa – Nghệ thuật Quân đội nhằm theo đuổi đam mê sáng tác và ca hát. Bùi Công Nam từng tham gia Nhân Tố Bí Ẩn và một số cuộc thi âm nhạc khác nhưng kết quả không như kỳ vọng.
Năm 2016, Bùi Công Nam được biết đến nhiều hơn nhờ tham gia cuộc thi Bài Hát Hay Nhất mùa đầu tiên. Dưới sự dẫn dắt của huấn luyện viên Nguyễn Hải Phong, anh đã thể hiện được khả năng và phong cách sáng tác riêng của bản thân, cụ thể qua những ca khúc như Nghe Này Ai Ơi, Ôi Trời Ơi!.. Ca khúc Chí Phèo đã giúp anh tiến thẳng vào vòng chung kết của chương trình.
Bùi Công Nam được xem là một nghệ sĩ đa tài khi anh có thể sáng tác và hát nhạc ở mọi thể loại từ pop-ballad đến những bài nhạc sôi động, mang nét châm biếm. Màu sắc âm nhạc nổi bật trong các tác phẩm của Bùi Công Nam là nét đời và câu từ gần gũi. Anh chàng luôn mang những trải nghiệm thật, câu chuyện thật vào các sáng tác của mình tạo nên nét riêng trong phong cách sáng tác. Những ca khúc làm lên tên tuổi và sự nghiệp của Bùi Công Nam có thể kể đến Chí Phèo, Năm Qua Đã Làm Gì, Tết Này Con Sẽ Về, Hôm Nay Con Bận Rồi, Có Ai Thuơng Em Như Anh,...
Năm 2022 - 2023, Bùi Công Nam hoạt động chủ yếu với vai trò là người sáng tác nhạc thay vì vừa sáng tác nhạc vừa hát chính các ca khúc của mình như trước đây. Cũng trong những năm này, Bùi Công Nam dần trở nên quen thuộc hơn với các nhãn hàng quảng cáo với các bản nhạc mang tính Branding mà vẫn cuốn hút người nghe.
Cuối năm 2023, Bùi Công Nam góp mặt trong Mùi Vị Những Chuyến Đi – chương trình truyền hình thực tế, du lịch, khám phá và giao lưu âm nhạc, với vai trò giám đốc âm nhạc và là một trong năm thành viên chính.
Năm 2024, Bùi Công Nam tham gia chương trình Anh Trai Vượt Ngàn Chông Gai (Mùa 1) với tư cách là một trong 33 anh tài. Kết thúc chương trình, Bùi Công Nam nằm trong top 6 người có điểm hỏa lực cá nhân cao nhất và trở thành một trong 17 thành viên của "Gia tộc Anh tài toàn năng". Sau chương trình, anh cùng với Jun Phạm, Kay Trần, BB Trần và S.T Sơn Thạch lập thành nhóm nhạc B.O.F.
Năm 2025, Bùi Công Nam là một trong năm thành viên chính (cùng Jun Phạm, Rhymastic, Ngọc Thanh Tâm, Duy Khánh) của Gia Đình Haha – chương trình truyền hình thực tế quảng bá văn hóa đặc sắc các vùng đất tại Việt Nam.

## Giải thưởng và đề cử
| Năm  | Giải thưởng                                                    | Hạng mục                               | Tác phẩm                  | Kết quả   | Chú thích                                |
| ---- | -------------------------------------------------------------- | -------------------------------------- | ------------------------- | --------- | ---------------------------------------- |
| 2016 | Bài Hát Hay Nhất (Chương trình truyền hình)                    | Top 5 bài hát có lượt xem cao nhất     | Chí Phèo                  | Đoạt giải |                                          |
| 2019 | Giải thưởng Âm nhạc Cống hiến                                  | Bài hát của năm                        | Có Ai Thương Em Như Anh   | Đoạt giải | Kết hợp cùng Tóc Tiên                    |
| 2022 | Giải Mai Vàng                                                  | MV (video ca nhạc) được yêu thích nhất | Có Không Giữ Mất Đừng Tìm | Đoạt giải | Kết hợp cùng Trúc Nhân, Đinh Hà Uyên Thư |
| 2022 | Giải thưởng Làn Sóng Xanh Next Step                            | Top 10 ca khúc được yêu thích nhất     | Có Không Giữ Mất Đừng Tìm | Đoạt giải | Kết hợp cùng Trúc Nhân                   |
| 2022 | Zing Music Awards                                              | Top 10 ca khúc xuất sắc nhất năm       | Có Không Giữ Mất Đừng Tìm | Đoạt giải | Kết hợp cùng Trúc Nhân                   |
| 2024 | Anh Trai Vượt Ngàn Chông Gai (Chương trình truyền hình)        | Gia tộc Anh tài toàn năng              |                           | Đoạt giải | Gia nhập gia tộc cùng 16 anh tài         |
| 2024 | Anh Trai Vượt Ngàn Chông Gai (Chương trình truyền hình)        | Anh tài năng lượng                     |                           | Đoạt giải |                                          |
| 2024 | Giải thưởng Quảng cáo sáng tạo Việt Nam - Vạn Xuân Awards 2024 | Music Composer Of The Year             |                           | Đoạt giải |                                          |
| 2024 | WeChoice Awards                                                | Nghệ sĩ có hoạt động nổi bật           |                           | Đoạt giải |                                          |

## Sự nghiệp âm nhạc

### Sản phẩm âm nhạc cá nhân
| Năm  | Tên bài hát           | Sáng tác              | Chú thích                                          |
| ---- | --------------------- | --------------------- | -------------------------------------------------- |
| 2016 | Nghe Này Ai Ơi        | Bùi Công Nam          |                                                    |
| 2016 | Chí Phèo              | Bùi Công Nam          | Sáng tác trong quá trình tham gia Bài Hát Hay Nhất |
| 2016 | Ôi Trời Ơi!           | Bùi Công Nam          | Sáng tác trong quá trình tham gia Bài Hát Hay Nhất |
| 2017 | Tỉnh Lại              | Bùi Công Nam          |                                                    |
| 2017 | Tỏ Tình               | Bùi Công Nam          |                                                    |
| 2017 | Chưa Quên Được        | Bùi Công Nam          |                                                    |
| 2020 | 3 Năm Cấp 3           | Bùi Công Nam          |                                                    |
| 2020 | Con Đi Nhé            | Bùi Công Nam          |                                                    |
| 2021 | Tự Giác Đi            | Bùi Công Nam          |                                                    |
| 2021 | Lý Do Nào Để Yêu Em   | Bùi Công Nam          |                                                    |
| 2022 | Tết Này Con Sẽ Về     | Bùi Công Nam          |                                                    |
| 2022 | Gã Du Ca Trên Dốc Chợ | Nguyễn Văn Chung      |                                                    |
| 2022 | Tự Nhiên Cái Tết      | Bùi Công Nam          |                                                    |
| 2022 | Về Chưa Con           | Bùi Công Nam          |                                                    |
| 2023 | Là Sao Em Ơi?         | Bùi Công Nam          | [ 17 ]                                             |
| 2023 | Dáng Xinh             | Bùi Công Nam          |                                                    |
| 2024 | Chúa Tể               | Bùi Công Nam          |                                                    |
| 2025 | Oẳn Tù Tì             | Bùi Công Nam, StillaD | Ra mắt ở debut showcase của B.O.F ngày 1/6/2025    |

### Sản phẩm âm nhạc kết hợp
| Năm  | Tên bài hát      | Sáng tác                                                          | Nghệ sĩ                                                           | Chú thích                                                                  |
| ---- | ---------------- | ----------------------------------------------------------------- | ----------------------------------------------------------------- | -------------------------------------------------------------------------- |
| 2023 | Khỏi Phải Makeup | Bùi Công Nam, Ricky Star                                          | Bùi Công Nam x Ricky Star x TDK                                   |                                                                            |
| 2024 | Hoa Ban          | Binz, Bùi Công Nam, Đinh Tiến Đạt, Kiên Ứng, $A Milo, Kiddie      | Binz, Bùi Công Nam, Đinh Tiến Đạt, Kiên Ứng, $A Milo, Kiddie      | Được sáng tác tại Space Jam mùa 4, thuộc album Space Jam, Vol. 2 - DO4LOVE |
| 2024 | All For One      | Bùi Công Nam, Đinh Tiến Đạt, Kiên Ứng, Hà Trà Đá, $A Milo, Kiddie | Bùi Công Nam, Đinh Tiến Đạt, Kiên Ứng, Hà Trà Đá, $A Milo, Kiddie | Được sáng tác tại Space Jam mùa 4, thuộc album Space Jam, Vol. 2 - DO4LOVE |
| 2025 | Đâu Là Tết       | Lee Trọng                                                         | Thanh Duy, Thiên Minh, Bùi Công Nam, Duy Khánh                    | Thuộc album Gala Nhạc Việt Tết 2025                                        |
| 2025 | Tết Đỉnh Nóc     | TDK, Bùi Công Nam, Kay Trần                                       | B.O.F                                                             | Ca khúc pre-debut của B.O.F, ra mắt ngày 4/1/2025                          |
| 2025 | No Fair          | TDK, Bùi Công Nam, Kay Trần                                       | B.O.F                                                             | [ 21 ]                                                                     |
| 2025 | Bức Thư Tình     | REDT, Kay Trần                                                    | B.O.F                                                             | [ 18 ]                                                                     |

### Nhạc phim và nhạc chủ đề
| Năm  | Tên bài hát               | Sáng tác                      | Nghệ sĩ trình bày                                            | Thể loại         | Dự án                               |
| ---- | ------------------------- | ----------------------------- | ------------------------------------------------------------ | ---------------- | ----------------------------------- |
| 2018 | Vậy Coi Được Không?       | Bùi Công Nam                  | Bùi Công Nam                                                 | Web drama        | Ai Chết Giơ Tay                     |
| 2018 | Hột É                     | Bùi Công Nam                  | Võ Đăng Khoa x Bùi Công Nam                                  | Web drama        | Tay Buôn, Buông Tay?                |
| 2019 | Tôi Phi Thường            | Bùi Công Nam                  | Tóc Tiên                                                     | TV show          | Siêu Trí Tuệ Việt Nam               |
| 2019 | Kiếp Chồng Chung          | Bùi Công Nam                  | Bùi Công Nam                                                 | Web drama        | Ma                                  |
| 2019 | Mến Gái Miền Tây          | Bùi Công Nam                  | Võ Đăng Khoa                                                 | Web drama        | Ghe Bẹo Ghẹo Ai                     |
| 2020 | Thông Báo Hết Ế           | Bùi Công Nam                  | Bùi Công Nam                                                 | Phim điện ảnh    | Vu Quy Đại Náo                      |
| 2021 | Không Sao Đâu Em          | Bùi Công Nam                  | Khải Đăng                                                    | Web drama        | Tâm Sắc Tấm                         |
| 2022 | Tìm Được Nhau Khó Thế Nào | Bùi Công Nam                  | Anh Tú                                                       | Phim điện ảnh    | Chìa Khóa Trăm Tỷ                   |
| 2023 | Mặt Trời Mùa Đông         | Bùi Công Nam                  | Phương Thanh x Bùi Công Nam                                  | Phim truyền hình | Mặt Trời Mùa Đông                   |
| 2023 | Như Giấc Mơ Dài           | Bùi Công Nam                  | Uyên Linh                                                    | Web drama        | Thạch Sanh Lý Thanh                 |
| 2023 | La Cà Hát Ca              | Bùi Công Nam                  | Ngô Kiến Huy, Jun Phạm, Myra Trần, Trung Quân, Blacka        | TV show          | La Cà Hát Ca                        |
| 2023 | Triệu Phú                 | Bùi Công Nam                  | Bùi Công Nam x DT                                            | Phim điện ảnh    | Siêu Lừa Gặp Siêu Lầy               |
| 2023 | Hành Trình Rực Rỡ         | Bùi Công Nam                  | Isaac x Bích Phương                                          | TV show          | Hành Trình Rực Rỡ                   |
| 2023 | Nhớ Mãi Chuyến Đi Này     | Bùi Công Nam                  | Bùi Công Nam, Wren Evans, Tiến Luật, Diệu Nhi, Cầm           | TV show          | Mùi Vị Những Chuyến Đi              |
| 2023 | Đệ Nhất Mưu Sinh          | Bùi Công Nam                  | Bùi Công Nam                                                 | TV show          | Đệ Nhất Mưu Sinh                    |
| 2024 | Truyện Thần Tiên          | Bùi Công Nam                  | 10 Diễn Viên Trẻ Sân Khấu                                    | Show             | Khi Danh Hài Hát                    |
| 2024 | Nhà Mình Có Nhau          | Bùi Công Nam                  | Bùi Công Nam x Lâm Vỹ Dạ                                     | TV show          | Nhà Mình Có Nhau                    |
| 2025 | Ầu Ơ Ví Dầu               | Chí Tâm                       | Bùi Công Nam                                                 | Phim điện ảnh    | Nhà Gia Tiên                        |
| 2025 | Đâu Lại Vào Đấy           | Bùi Công Nam                  | Bùi Công Nam, Anh Tú, Lâm Bảo Ngọc                           | TV show          | Xuân Hạ Thu Đông Rồi Lại Xuân Mùa 3 |
| 2025 | Tiến Hay Lùi              | StillaD, Bùi Công Nam, SOOBIN | SOOBIN x Bùi Công Nam                                        | Phim điện ảnh    | Nụ Hôn Bạc Tỷ                       |
| 2025 | Những Ngày Trời Bao La    | Bùi Công Nam, Rhymastic       | Bùi Công Nam, Rhymastic, Jun Phạm, Ngọc Thanh Tâm, Duy Khánh | TV show          | Gia Đình Haha                       |
| 2025 | Một Mình Ở Đây            | Bùi Công Nam                  | Bùi Lan Hương                                                | Phim điện ảnh    | Út Lan                              |

### Sáng tác cho nghệ sĩ khác
| Năm  | Tên bài hát                      | Nghệ sĩ                                            |
| ---- | -------------------------------- | -------------------------------------------------- |
| 2017 | Vì Đời Là Thế Mà                 | Mai Tiến Dũng                                      |
| 2018 | Thì Em Vẫn Thế                   | Tóc Tiên                                           |
| 2018 | Có Ai Thương Em Như Anh          | Tóc Tiên                                           |
| 2019 | Vì Em Là Lý Do                   | Ali Hoàng Dương                                    |
| 2019 | Vợ Tương Lai                     | Đàm Vĩnh Hưng                                      |
| 2019 | Hôm Nay Con Bận Rồi              | Lương Bích Hữu                                     |
| 2019 | Anh Không Theo Đuổi Em Nữa       | Thanh Duy                                          |
| 2020 | Năm Qua Đã Làm Gì                | Noo Phước Thịnh                                    |
| 2020 | Trăng Hoa                        | Mai Tiến Dũng                                      |
| 2020 | Có Ai...                         | Jun Phạm                                           |
| 2021 | Đừng Gây Thương Nhớ              | Duy Khánh, Gin Tuấn Kiệt, Puka                     |
| 2021 | Em Đã Có Người Mới               | Tóc Tiên                                           |
| 2022 | Có Không Giữ Mất Đừng Tìm        | Trúc Nhân                                          |
| 2022 | Ừ! Em Xin Lỗi (Đối Đáp Version)  | Hoàng Yến Chibi x Bùi Công Nam                     |
| 2022 | Cưới Em Về Anh Còn Yêu Em Không? | Khánh Thi x Phan Hiển                              |
| 2022 | Bài Này Không Để Đi Diễn         | Anh Tú Atus                                        |
| 2022 | Anh Có Người Mới Chưa            | Huỳnh Tú                                           |
| 2023 | Gặp Em Lúc Tan Vỡ                | Trung Quân                                         |
| 2023 | Body Shaming                     | Choco Trúc Phương                                  |
| 2025 | Quăng Hết Đi                     | Nhóm XYNTRA (Diệu Nhi, Dương Hoàng Yến, Hậu Hoàng) |
| 2025 | Yêu Không Thể Dứt                | Đàm Vĩnh Hưng                                      |

### Sáng tác nhạc quảng cáo
| Năm  | Thể loại     | Tên                                                               | Nhãn hàng                                                                                        | Nghệ sĩ                                           |
| ---- | ------------ | ----------------------------------------------------------------- | ------------------------------------------------------------------------------------------------ | ------------------------------------------------- |
| 2018 | Full song    | Hành Trình Yêu                                                    | Mường Thanh Hospitality                                                                          | Orange x Bùi Công Nam                             |
| 2018 | Full song    | Con Phải Làm Sao                                                  | TotalEnergies                                                                                    | Bùi Công Nam                                      |
| 2019 | TVC          | Nghỉ Tí Đi! Uống Twister Sữa Trái Cây!                            | Twister                                                                                          | Bùi Công Nam                                      |
| 2019 | Full song    | Có Vị Nào Hơn Vị Tết Nhà                                          | Knorr                                                                                            | Trúc Nhân                                         |
| 2019 | Full song    | Siêu Nhân Pimum                                                   | Pimum                                                                                            | Phạm Anh Khôi                                     |
| 2020 | TVC          | Nutriboost 2020                                                   | Coca-Cola Viet Nam                                                                               | Bùi Công Nam                                      |
| 2020 | Full song    | No, Thanks!                                                       | CHANGE                                                                                           | Bùi Công Nam, Kimmese, Châu Bùi                   |
| 2020 | TVC          | Tương Ớt Tự Nhiên                                                 | O'Food                                                                                           | N/A                                               |
| 2020 | TVC          | Toang Gì Cũng Không Toang Mood! Good Mood Ngay!!!                 | Goodmood                                                                                         | Bùi Công Nam                                      |
| 2020 | Full song    | Tự Giác Cách Ly                                                   | Highlands Coffee, Lifebuoy                                                                       | Bùi Công Nam                                      |
| 2020 | Full song    | Đừng Manh Động Nơi Công Cộng                                      | Lifebuoy                                                                                         | Bùi Công Nam                                      |
| 2020 | Full song    | Bếp Ấm Ngày Tết                                                   | Knorr                                                                                            | Trúc Nhân                                         |
| 2020 | Full song    | Sinh Nhật Bất Tận                                                 | Sendo                                                                                            | Bùi Công Nam x Ninh Dương Lan Ngọc                |
| 2020 | Full song    | Nước Ấm Nhà "Mới" Êm                                              | Panasonic                                                                                        | Bùi Công Nam                                      |
| 2020 | Full song    | Lag Love                                                          | PUBG Mobile                                                                                      | Mew Amazing x Bùi Công Nam                        |
| 2020 | Full song    | Tóc Mượt Thơm – Lưu Dấu Ấn                                        | Enchanteur                                                                                       | N/A                                               |
| 2020 | Full song    | Rạng Ngời Vẻ Đẹp Không Tuổi                                       | ENAT                                                                                             | Trang Hàn                                         |
| 2020 | TVC          | Mê Sôcôla Là Mê Bánh Cream-O                                      | Cream-O (Jack 'n Jill)                                                                           | Bùi Công Nam                                      |
| 2020 | TVC          | Colokit Vitamin Mới - Học Thông Minh Hơn, Học Sáng Tạo Hơn        | Colokit                                                                                          | N/A                                               |
| 2020 | Full song    | Ô Family                                                          | Fami                                                                                             | Huỳnh Lập                                         |
| 2021 | Full song    | Bán Hàng Vui Lắm (Sài Gòn Đẹp Lắm Cover)                          | Lazada                                                                                           | Chị CaNô, Bùi Công Nam, Trà Ngọc, Thư Lê          |
| 2021 | Full song    | Toả Sáng Việt Nam                                                 | LG                                                                                               | Miu Lê, G.Ducky, Bùi Công Nam                     |
| 2021 | Full song    | Ai Rảnh Đâu Buồn                                                  | Dầu gội dược liệu Thái Dương                                                                     | Bùi Công Nam                                      |
| 2021 | Full song    | Hành Khúc Vùng Freeship                                           | Gojek                                                                                            | Bùi Công Nam x GDucky                             |
| 2021 | Full song    | Gu Em Là Nam Á                                                    | Nam Á Bank                                                                                       | Karik, Orange, Bùi Công Nam                       |
| 2021 | TVC          | Chuyển Tiền MoMo Liền                                             | Ví MoMo                                                                                          | Bùi Công Nam                                      |
| 2021 | Full song    | Chẳng Rời Cách Nhau                                               | Tân OMG3Q VNG                                                                                    | Hoàng Yến Chibi x Bùi Công Nam                    |
| 2021 | Full song    | Bài Ca Tình Bạn (The Friendship Song)                             | Hazeline                                                                                         | Han Sara                                          |
| 2021 | TVC          | Mừng 20/11, GrabFood tung deal đồng giá khao hội đồng ăn          | GrabFood                                                                                         | Bùi Công Nam                                      |
| 2021 | TVC          | Xoay Nắp TH - Sẵn Sàng Khởi Đầu Năm Mới                           | TH                                                                                               | Bùi Công Nam                                      |
| 2021 | Full song    | Lifebuoy Chưa? Lifebuoy Đi!                                       | Lifebuoy                                                                                         | Đông Nhi, Ông Cao Thắng, Bùi Công Nam             |
| 2021 | Tuyên truyền | Vũ Điệu 5K                                                        | Bộ Y Tế                                                                                          | Bùi Công Nam                                      |
| 2021 | Full song    | Thương Cho Ngọt Cho Bùi                                           | Ajinomoto                                                                                        | Miu Lê                                            |
| 2021 | TVC          | Sữa Chua Vinamilk - Một Vị Ngon, Triệu NgườI Yêu!                 | Vinamilk                                                                                         | N/A                                               |
| 2021 | TVC          | Lương Về Sale Kịch Sàn                                            | Lazada                                                                                           | Bùi Công Nam                                      |
| 2021 | TVC          | Twister Sữa Trái Cây - Năng Lượng Khuấy Động Giờ Nghỉ!            | Twister                                                                                          | N/A                                               |
| 2021 | TVC          | Lắc Xì                                                            | Ví MoMo                                                                                          | Bùi Công Nam                                      |
| 2021 | Full song    | 25 Năm Gắn Bó, Khơi Cảm Hứng Vươn Tầm                             | Aqua Vietnam                                                                                     | Jun Phạm                                          |
| 2021 | Full song    | Đầu Bếp Tại Gia, An Yên Đón Tết                                   | CP Foods                                                                                         | Trúc Nhân                                         |
| 2021 | Full song    | Mừng Nhà Thuốc 100                                                | Trung Sơn Pharma                                                                                 | Bùi Công Nam                                      |
| 2021 | TVC          | Cần Chuyển Tiền Thì MoMo Liền                                     | Ví MoMo                                                                                          | Ngọc Trinh                                        |
| 2021 | Full song    | Làm Dâu Tết Con Trâu                                              | MEATDeli                                                                                         | Miu Lê                                            |
| 2022 | Full song    | Tết Nhớ Tới Già                                                   | Honda                                                                                            | Trúc Nhân, HIEUTHUHAI, Bùi Công Nam               |
| 2022 | Full song    | Sống Không Phí                                                    | HSBC                                                                                             | Bùi Công Nam                                      |
| 2022 | Full song    | Ở Đâu Có Điểm Tựa, Ở Đó Có Tết                                    | Generali                                                                                         | Bùi Công Nam                                      |
| 2022 | TVC          | Bóp, Hút, Nhai, Dai Ngon Thật Đã                                  | NuVi Jelly Thạch Đào                                                                             | Bùi Công Nam                                      |
| 2022 | TVC          | Bạn Được MờI Đến Khám Phá Kho Quà Đến 2 Tỷ Của Phố Home           | Home Credit                                                                                      | Duy Bá                                            |
| 2022 | Full song    | Yêu Cuộc Đời Hơn                                                  | Vinhomes Grand Park                                                                              | Quân A.P x Bùi Công Nam                           |
| 2022 | Full song    | Bung Tóc Mượt, Xõa Ước Mơ                                         | Sunsilk                                                                                          | Bùi Công Nam, Juky San, Cara                      |
| 2022 | TVC          | Điều hoà Samsung WindFree™: Cùng Duy Khánh Giải Cứu Mùa Nóng      | Samsung                                                                                          | Duy Khánh ZhouZhou                                |
| 2022 | Full song    | Chilly Đi                                                         | Chilly                                                                                           | Cara, Gill, Bùi Công Nam                          |
| 2022 | Tuyên truyền | Orange X Colgate Maxfresh MớI                                     | Colgate                                                                                          | Bùi Công Nam                                      |
| 2022 | TVC          | Sữa Tươi Vinamilk 100% - Bò Tươi Vui, Sữa Tươi Ngon 100%          | Vinamilk                                                                                         | Bùi Công Nam                                      |
| 2022 | Full song    | Năm MớI Sum Vầy, An Khang Bụng Khỏe                               | Men vi sinh Enterogermina                                                                        | Bùi Công Nam                                      |
| 2022 | Full song    | Niềm Cảm Hứng Tuyệt Vời                                           | KIẾN GURU                                                                                        | Bùi Công Nam                                      |
| 2022 | TVC          | Bách hoá XANH Thích Quá, Bao Khuyến Mãi Chờ Ta                    | Bách Hóa Xanh                                                                                    | N/A                                               |
| 2022 | Full song    | Tết Đủ Đầy Là Khi...                                              | OMO                                                                                              | Bùi Công Nam                                      |
| 2022 | Full song    | Thiên Long Hành                                                   | TLBB2 VNG                                                                                        | Hoàng Thùy Linh, Karik, Anh Tú                    |
| 2022 | TVC          | Viên Sủi Vui Xỉu Đề Kháng Nâng Cao                                | Bocalex Multi                                                                                    | Bùi Công Nam                                      |
| 2022 | Full song    | Vì Bạn Là Cả Thế Giới                                             | Chubb Life                                                                                       | Thái Đinh                                         |
| 2022 | Full song    | Tàu Về Nhà                                                        | Lifebuoy                                                                                         | Đông Nhi, Ông Cao Thắng, Bùi Công Nam             |
| 2022 | Full song    | Tết Phiên Bản Mới - Vui Nhân Đôi Ngon Nhân Đôi                    | Ajingon                                                                                          | N/A                                               |
| 2022 | Full song    | Tết Fairplay                                                      | FIFA ONLINE 4                                                                                    | Bùi Công Nam, DT, VRT                             |
| 2022 | Full song    | Trò Chuyện Cùng Thiên Nhiên                                       | Gamuda Land                                                                                      | Bùi Công Nam                                      |
| 2022 | TVC          | World Cúp Lớn - Đổi Tivi To - Trúng Lớn 1 Tỷ                      | Điện Máy Xanh                                                                                    | Bùi Công Nam                                      |
| 2022 | Full song    | Hạnh Phúc Của Mẹ                                                  | Hiểu Về Tiêm Chủng                                                                               | Bùi Công Nam                                      |
| 2022 | Full song    | 2 Giờ Chiều Bật Tích Cực                                          | Berocca                                                                                          | Isaac                                             |
| 2022 | Full song    | Hạnh Phúc Đích Thực Giữa Thiên Nhiên                              | TH                                                                                               | Bùi Công Nam                                      |
| 2022 | Full song    | You Make Tomorrow                                                 | Trường Đại học Quản lý và Công nghệ TP.HCM (UMT)                                                 | Bùi Công Nam, Cara, August                        |
| 2022 | TVC          | Tết Nhẹ Gánh - Giảm Mạnh 2 Lần                                    | Điện Máy Xanh                                                                                    | Bùi Công Nam                                      |
| 2022 | Full song    | Gió Mát Lạnh, Sạch Vi Khuẩn                                       | LG                                                                                               | Bùi Công Nam                                      |
| 2022 | TVC          | Downy Chống Khuẩn                                                 | Downy                                                                                            | Bùi Công Nam                                      |
| 2022 | Full song    | Tết Đi Chơi Xa - Nhà Ta Thêm Gần                                  | Vietravel                                                                                        | Bùi Công Nam                                      |
| 2022 | Full song    | Vaxyla 4.0 Phòng Cúm - Bảo Vệ Cả Nhà                              | Hiểu Về Tiêm Chủng                                                                               | Bùi Công Nam                                      |
| 2022 | Full song    | Gia Đình Là Nhất                                                  | Điện Máy Xanh                                                                                    | Bùi Công Nam                                      |
| 2022 | Full song    | Với Maxkleen Cả Năm Có "Gặt" Tết, Này Có "Xả”                     | Maxkleen                                                                                         | Bùi Công Nam                                      |
| 2022 | TVC          | Tất cả đều RẺ                                                     | Điện máy Chợ Lớn                                                                                 | Bùi Công Nam                                      |
| 2022 | Full song    | Quảng Cáo Nhà Thuốc An Khang                                      | Nhà Thuốc An Khang                                                                               | Bùi Công Nam                                      |
| 2022 | TVC          | Năm Mới Trở Thành Bạn Mới Của Moca, Có Gì Hot?                    | Grab                                                                                             | Bùi Công Nam                                      |
| 2022 | TVC          | Có SCG Home - Nhà Đẹp Tiện Nghi                                   | SCG Home                                                                                         | Bùi Công Nam                                      |
| 2022 | TVC          | Tết An Khang - Tràn Sức Khỏe                                      | Nhà Thuốc An Khang                                                                               | Bùi Công Nam                                      |
| 2022 | TVC          | Học Đường On The Mic, Khuấy Đảo Cùng Điệu Nhảy Low-bảng           | Dynamite (Jack 'n Jill)                                                                          | Bùi Công Nam                                      |
| 2022 | Full song    | Này Bạn                                                           | NAPAS                                                                                            | Hoàng Dũng                                        |
| 2022 | Performance  | Khi Nào Mình Lớn                                                  | Lof Malto                                                                                        | Bùi Công Nam x Đức Phúc                           |
| 2023 | Full song    | Cái Tết "Giàu"                                                    | Lifebuoy                                                                                         | Đông Nhi, Lương Bích Hữu, Bùi Công Nam, bé Winnie |
| 2023 | Full song    | Mỗi Ngày Tôi Chọn Một Niềm Vui (ACB 30 Năm)                       | ACB                                                                                              | Mỹ Linh, Mỹ Anh, Grey D                           |
| 2023 | Full song    | Bài Ca Tách Nhựa                                                  | UNILEVER                                                                                         | Bùi Công Nam                                      |
| 2023 | Tuyên truyền | Anti Fake News                                                    | Chiến dịch "Nói không với tin giả, thông tin xấu độc trên mạng" của Bộ Thông tin và Truyền thông | Bùi Công Nam                                      |
| 2023 | TVC          | Bên Nhau Mỗi Ngày, Mệt Là Có Ngay                                 | Berocca                                                                                          | Isaac                                             |
| 2023 | Full song    | Luôn Hân Hoan với Hanwha                                          | Hanwha                                                                                           | Bùi Công Nam                                      |
| 2023 | Full song    | Quét (Sống Không Lo Nghĩ)                                         | MSB                                                                                              | Juky San x Bùi Công Nam                           |
| 2023 | TVC          | Ôi Rẻ Quá! Giá Rẻ Quá!                                            | Điện Máy Xanh                                                                                    | Bùi Công Nam                                      |
| 2023 | Full song    | Sàn Xịn Ha                                                        | Shinhan                                                                                          | Bùi Công Nam                                      |
| 2023 | TVC          | Dynamite Muối Ớt mới - Chua Cay Mặn Ngọt, Bùng Nổ Vị Vui          | Dynamite (Jack 'n Jill)                                                                          | N/A                                               |
| 2023 | TVC          | Máy giặt thông minh AI Ecobubble™: Giặt thông minh, sạch hoàn hảo | Samsung                                                                                          | N/A                                               |
| 2023 | Full song    | Ichiban Song                                                      | Ichiban                                                                                          | Bùi Công Nam                                      |
| 2023 | Full song    | Con Ai Nấy Nuôi                                                   | Colos Gain                                                                                       | Hồng Vân x Bùi Công Nam                           |
| 2023 | Full song    | Chọn Vừa Vặn                                                      | VFS                                                                                              | Bùi Công Nam                                      |
| 2023 | Full song    | Tự Nhiên Cái Tết                                                  | Tiki                                                                                             | Đỗ Xuân Nghị, Mạc Văn Khoa, Trung Ruồi            |
| 2023 | TVC          | 1664 Blanc x The Masked Singer VN Mùa 2                           | 1664 Blanc                                                                                       | Bùi Công Nam                                      |
| 2023 | Full song    | Năm Qua Đã Làm Gì                                                 | Anlene                                                                                           | Bùi Công Nam                                      |
| 2023 | TVC          | Trước Mụn 1 Bước                                                  | Ganier                                                                                           | Juky San                                          |
| 2023 | TVC          | Thiên Nhiên Về Với Thiên Nhiên                                    | Ajinomoto                                                                                        | Bùi Công Nam                                      |
| 2023 | TVC          | Từ Tình Yêu Thành Tình Chị Em                                     | C2                                                                                               | Thuỳ Tiên, Bùi Công Nam, Hoàng Dũng               |
| 2023 | Full song    | Bước Đến Hạnh Phúc                                                | Manulife                                                                                         | Bùi Công Nam                                      |
| 2023 | TVC          | Gộp Giặt - Xả, Tết Thư Thả                                        | MaxKleen                                                                                         | Bùi Công Nam                                      |
| 2023 | Full song    | Tết Bùng Nội Lực                                                  | AIA                                                                                              | Hòa Minzy                                         |
| 2023 | TVC          | Bé Siêu Nhân Khỏe, Chinh Phục Hè Vui                              | Nutifood GrowPLUS+                                                                               | Bùi Công Nam                                      |
| 2024 | Nhạc Tết     | Về Nhà Là Có Tết                                                  | OCB                                                                                              | Bùi Công Nam                                      |
| 2024 | Nhạc Tết     | Tết Ổn Rồi                                                        | Lifebuoy                                                                                         | Đông Nhi, Hiền Thục, Jun Phạm, Bùi Công Nam       |
| 2024 | Nhạc Tết     | Tết Nhà Là Tết Nhất                                               | LG                                                                                               | Bùi Công Nam                                      |
| 2024 | Nhạc Tết     | Dấu Chân Đầu Tiên                                                 | Catalan                                                                                          | Bùi Công Nam x Double2T                           |
| 2024 | Nhạc Tết     | Tết Bật Nóc Nhà                                                   | Metal Slug: Awakening                                                                            | Bùi Công Nam, Bomman, Minh Nghi, TheAnh96         |
| 2024 | MV           | Siêu Nhân Không Biết Bay                                          | PS                                                                                               | Mỹ Linh, RHYDER, Bùi Công Nam                     |
| 2024 | MV           | Niềm Vui Cho Em                                                   | KUN                                                                                              | Bùi Công Nam                                      |
| 2024 | MV           | Vì 1 Việt Nam Khỏe Mạnh Hơn                                       | Lifebuoy                                                                                         | Đông Nhi, Jun Phạm, Bùi Công Nam                  |
| 2024 | TVC          | Mua Hazeline Trúng Vàng                                           | Hazeline                                                                                         | Puka                                              |
| 2024 | MV           | Ước Mơ Diệu Kỳ                                                    | Mộng Ảo Đại Lục MGOL                                                                             | Khởi My x Bùi Công Nam                            |
| 2024 | TVC          | Vị Bò Nướng Thơm Ngon Diệu Kỳ                                     | KUN                                                                                              | Bùi Công Nam                                      |
| 2024 | MV           | Tự hào Viglacera                                                  | CTCP Viglacera                                                                                   | N/A                                               |
| 2024 | MV           | Xoay Hè Khác Lạ                                                   | HUDA                                                                                             | Trúc Nhân ft OSAD, Linh Cáo, Bùi Công Nam         |
| 2024 | TVC          | Hàng chính hãng 100% ở VnShop đây đây đây!                        | VnShop                                                                                           | Bùi Công Nam                                      |
| 2024 | TVC          | Dây 12 Gói Giá 5.000                                              | Hazeline                                                                                         | Puka                                              |
| 2024 | TVC          | Tích luỹ và đầu tư trên VNSC by Finhay                            | Finhay                                                                                           | N/A                                               |
| 2024 | TVC          | Vị Tự Nhiên Thơm Ngon Diệu Kỳ                                     | KUN                                                                                              | Bùi Công Nam                                      |
| 2024 | MV           | Đại Náo Tam Giới                                                  | Tây Du VNG                                                                                       | Bùi Công Nam                                      |
| 2024 | TVC          | VNPAY Taxi có sẵn trên App ngân hàng                              | VNPAY Taxi                                                                                       | Bùi Công Nam                                      |
| 2024 | MV           | Lá Chắn Phi Thường                                                | Colos IgGOLD                                                                                     | Bùi Công Nam x Hương Lan                          |
| 2024 | MV           | Búp Non Ca                                                        | Trà Búp Non Tea 365                                                                              | Bùi Công Nam                                      |
| 2024 | TVC          | Tài Khoản Techcombank Phiên Bản Vượt Trội                         | Techcombank                                                                                      | Jun Phạm                                          |
| 2024 | MV           | Don’t Overthink It!                                               | ICE+ (Kirin)                                                                                     | Bùi Công Nam                                      |
| 2024 | MV           | Mắt Khỏe Ngời Sáng Tương Lai                                      | Kun Doctor                                                                                       | Đăng Khôi x Thủy Anh                              |
| 2024 | MV           | Phép Chia Lạ Kỳ                                                   | Co.op Cares                                                                                      | Bùi Công Nam                                      |
| 2024 | TVC          | Bạn Đời Rửa Chén Trọn Đời                                         | Sunlight                                                                                         | Bùi Công Nam                                      |
| 2024 | TVC          | Bố Đỉnh                                                           | FPT Shop                                                                                         | Đăng Khôi                                         |
| 2024 | Tuyên truyền | Khơi Nguồn Võ Việt Nam                                            | FPT Edu Khơi Nguồn Võ Việt                                                                       | Đặng Hữu Lâm                                      |
| 2024 | Full song    | Yêu Thong Thả                                                     | Organon                                                                                          | Bùi Công Nam                                      |
| 2024 | MV           | Đây Là Bài Hát Sinh Nhật                                          | Cái Lò Nướng                                                                                     | Bùi Công Nam                                      |
| 2024 | Nhạc Tết     | Tết "Phiền" Vẫn Iu                                                | Anlene                                                                                           | Bùi Công Nam                                      |
| 2024 | TVC          | Mở Tài Khoản Plus, Đón Vạn Đặc Quyền                              | Agribank Plus                                                                                    | Bùi Công Nam                                      |
| 2024 | Nhạc Tết     | Tết Nhà Là Vô Giá                                                 | Home Credit                                                                                      | Bùi Công Nam                                      |
| 2024 | Nhạc Tết     | Tết Bao Vui                                                       | TikTok Shop                                                                                      | Pháp Kiều x Nhật Hoàng                            |
| 2024 | Nhạc Tết     | Tết Này Con Lớn Rồi                                               | HIUP                                                                                             | Tăng Phúc                                         |
| 2024 | Nhạc Tết     | Về Nhà Là Khỏe                                                    | KingSports                                                                                       | Bích Phương                                       |
| 2024 | Nhạc Tết     | Điều Giản Đơn Quý Giá (Tết Nhà Là Tết Nhất 2)                     | LG TV                                                                                            | Bùi Công Nam                                      |
| 2024 | MV           | OK Hết! (Sáng tác: Mew Amazing)                                   | PUBG Mobile VNG                                                                                  | Bùi Công Nam                                      |
| 2024 | MV           | My Muse                                                           | Beplain                                                                                          | Anh Tú Atus                                       |
| 2025 | Nhạc Tết     | Tết Vỗ Về                                                         | Lifebuoy                                                                                         | Đông Nhi x Jun Phạm x Bùi Công Nam                |
| 2025 | Nhạc Tết     | Về Nhà Là Có Tết 2                                                | OCB                                                                                              | Bùi Công Nam                                      |
| 2025 | MV           | Vui Cùng Toán, Sáng Tư Duy                                        | IKMC                                                                                             | Bùi Công Nam                                      |
| 2025 | Nhạc Tết     | Tết Đỉnh Nóc                                                      | Varna Life, Shopee Food                                                                          | B.O.F                                             |
| 2025 | Nhạc Tết     | Tết Mới Khởi Sắc                                                  | FPT Shop                                                                                         |                                                   |
| 2025 | Nhạc Tết     | Kiên Trì Là Dì Thành Công                                         | OMO                                                                                              | Hoà Minzy                                         |
| 2025 | Tuyên truyền | Văn hóa Metro điểm 10                                             | Visa, HCMC Metro, GrabVN                                                                         | Bùi Công Nam                                      |
| 2025 | Full song    | Mạnh Mẽ Lớn Khôn Mỗi Ngày                                         | Dutch Lady                                                                                       | Bùi Công Nam                                      |
| 2025 | MV           | Nhịp Chạm Việt Nam                                                | NAPAS                                                                                            | Anh Tú x Bùi Công Nam                             |

## Chương trình tham gia

#### Chương trình truyền hình và thực tế
| Năm  | Tên chương trình              | Mùa tham gia | Vai trò                                                      | Chú thích |
| ---- | ----------------------------- | ------------ | ------------------------------------------------------------ | --- |
| 2014 | Nhân Tố Bí Ẩn                 | Mùa 1        | Thí sinh                                                     | Danh sách ca khúc thể hiện: - Dòng Sông Không Trôi - Tát Nước Đầu Đình |
| 2016 | Bài Hát Hay Nhất              | Mùa 1        | Thí sinh                                                     | Danh sách ca khúc thể hiện: - Nghe Này Ai Ơi - Chí Phèo - Ôi Trời Ơi! |
| 2021 | Xuân Hạ Thu Đông Rồi Lại Xuân | Mùa 1        | Khách mời                                                    | Danh sách ca khúc thể hiện: - Anh Nhà Ở Đâu Thế - Biệt Khúc Chờ Nhau - Có Chàng Trai Viết Lên Cây - Không Sao Mà Em Đây Rồi - Giấc Mơ Ngày Xưa - Mất Em - Như Lời Đồn - Ôi Trời Ơi! - Xin Lỗi |
| 2023 | Đệ Nhất Mưu Sinh              | Mùa 2        | - Sáng tác nhạc chủ đề - Khách mời                           | |
| 2024 | Mùi Vị Những Chuyến Đi        | Mùa 1        | - Giám đốc âm nhạc - Sáng tác nhạc chủ đề - Thành viên chính | Tham gia cùng Tiến Luật, Diệu Nhi, Wren Evans, Cầm Danh sách ca khúc thể hiện: - Nhớ Mãi Chuyến Đi Này - Ai Ai Ai - Bống Bống Bang Bang - Thích Em Hơi Nhiều x Gặp Nhau Làm Ngơ - Có Em Đời Bỗng Vui - Vì Tôi Còn Sống - Có Không Giữ Mất Đừng Tìm - Người Hãy Quên Em Đi x Con Đường Xưa Em Đi - Bài Ka Tuổi Trẻ - Một Đêm Say x Biển Tình - Chiều Nay Không Có Mưa Bay - Nơi Ấy - Chạy Khỏi Thế Giới Này - Đóa Hoa Hồng - Em Dạo Này - Đón Ánh Mặt Trời - Lời Yêu Ngây Dại - Sau Tất Cả - Thanh Xuân Của Chúng Ta - Tôi Là Ai Trong Em |
| 2024 | Nhà Mình Có Nhau              |              | - Giám đốc âm nhạc - Sáng tác nhạc chủ đề - Khách mời        | |
| 2024 | Anh Trai Vượt Ngàn Chông Gai  | Mùa 1        | Thí sinh                                                     | Danh sách ca khúc thể hiện: - Hoả Ca - Chúa Tể (sáng tác) - Anh Nhà Ở Đâu Thế - Áo Mùa Đông & Trở Về (viết lời rap) - Dẫu Có Lỗi Lầm (viết lời mới cho Thanh Duy, Thiên Minh, Duy Khánh) - Gót Hồng x Cao Gót - Anh Sẽ Nhớ Mãi (viết lời mới) - Chuyện Nhà Bé Thôi, Con Đừng Về (viết lời rap) - Mưa Trên Phố Huế - If (viết lời mới) - Bay - Đỏ Quên Đi (đồng sáng tác) - Quá Là Trôi (đồng sáng tác) - Dòng Thời Gian (viết lời rap và lời mới) - Hỏa Ca x Trái Đất Tròn |
| 2024 | Xuân Hạ Thu Đông Rồi Lại Xuân | Mùa 3        | - Giám đốc âm nhạc - Thành viên chính                        | Danh sách ca khúc thể hiện: - Em Không Được Phép Buồn Rầu - Để Tôi Ôm Em Bằng Giai Điệu Này - Một Ngày Buồn - Flying, Deep In The Night - Stand By Me (OST Boys Over Flowers) - Từng Quen - Em Có Người Mới Chưa x Em Đã Có Người Mới - Giã Từ Dĩ Vãng x Bỗng Dưng Muốn Khóc - Fiction - Parody Aloha (OST Hospital Playlist) - Tìm Được Nhau Khó Thế Nào (OST Chìa Khoá Trăm Tỷ) - Fate (OST Full House) - Lặng - Hoa Nắng - Illusion - Đâu Lại Vào Đấy - Biết Yêu x Phố Xa - Về Chưa Con x Mừng Con Về Nhà x Tết Này Con Sẽ Về - Đi Giữa Trời Rực Rỡ - Anh Cho Em Mùa Xuân x Một Lần Dang Dở - Khúc Giao Mùa x Năm Qua Đã Làm Gì - LK Thiếu Nhi - Ai Cũng Có Ngày Xưa - Mặt Trời Bé Con - Ngồi Hát Đỡ Buồn - 3 Năm Cấp 3 - Xe Đạp x Có Bao Giờ - Khi Người Mình Yêu Khóc - Hoa Ban x Sống Như Những Đóa Hoa - Chí Phèo - Mưa Rơi Lặng Thầm x Lặng Thầm - Làm Ơn - Miền An Nhiên x Nhớ Mãi Chuyến Đi Này |
| 2025 | Gia Đình Haha                 |              | - Thành viên chính - Sáng tác nhạc chủ đề                    | Tham gia cùng Jun Phạm, Rhymastic, Ngọc Thanh Tâm, Duy Khánh |

Các chương trình khác
| Năm  | Tên chương trình               | Tập tham gia   |
| ---- | ------------------------------ | -------------- |
| 2016 | Giai Điệu Trẻ VOH              | Số 17          |
| 2020 | Thiên Đường Ẩm Thực            | Mùa 6 - Tập 8  |
| 2021 | Bí Kíp Vàng                    | Mùa 3 - Tập 7  |
| 2021 | A! Đúng Rồi                    | Tập 83         |
| 2021 | Ca Sĩ Bí Ẩn                    | Mùa 5 - Tập 9  |
| 2021 | Eye Contact LIVE - 2nd Project | Trạm 1 + 2     |
| 2022 | 7 Nụ Cười Xuân                 | Mùa 5 - Tập 11 |
| 2022 | Studio Số 6                    | Tập 10         |
| 2022 | Bài Hát Hay Nhất               | Mùa 3 - Tập 19 |
| 2022 | Eye Contact LIVE - 5th Project |                |
| 2023 | Đấu Trường Tài Năng            | Tập 4          |
| 2023 | Người Lạ Hiểu Lòng Tôi         |                |
| 2023 | Người Đứng Thẳng               | Mùa 4          |
| 2023 | Giai Điệu Thanh Xuân           | Mùa 1 - Tập 7  |
| 2024 | Siêu Sao Siêu Sales            | Tập 4, 17      |

### Phỏng vấn – Talk show
| Năm  | Tên chương trình                 | Tập tham gia |
| ---- | -------------------------------- | --- |
| 2017 | Người Kết Nối                    | Tập 40: Bùi Công Nam những điều chưa biết về chàng trai Chí Phèo                                                            |
| 2017 | Người Kết Nối                    | Tập 41: Bùi Công Nam và cuộc hội ngộ bất ngờ gây xúc động                                                                   |
| 2019 | 8 Sài Gòn                        | Khách mời: Bùi Công Nam, Cao Bá Hưng, Hứa Kim Tuyền                                                                         |
| 2020 | Trai Đẹp Vào Bếp                 | Tập 34: Ca sĩ Bùi Công Nam bị "đòi nợ te tua"                                                                               |
| 2020 | Hóng Chuyện Showbiz              | #164: Bùi Công Nam khi rời khỏi công ty ấp ủ điều mới                                                                       |
| 2020 | Ngân Nga Tại Gia                 | #10: Bùi Công Nam x Hứa Kim Tuyền                                                                                           |
| 2020 | Gõ Cửa Nhà Sao                   | MC Hoàng Rapper xông nhà ca nhạc sĩ tài năng Bùi Công Nam                                                                   |
| 2020 | Ngẫu Hứng Âm Nhạc Afternoon Jams | |
| 2020 | Chuyện Của Sao                   | Tập 40: Bùi Công Nam tiết lộ bí mật đằng sau những bản hít đình đám                                                         |
| 2021 | Eye Contact LIVE Interviews      | Bùi Công Nam x Văn Mai Hương                                                                                                |
| 2022 | Music Show Góc nhỏ thanh xuân    | Tập 4: Lần hiếm hoi Bùi Công Nam chia sẻ về chuyện tình cảm                                                                 |
| 2022 | Yeah1Spotlight                   | Bùi Công Nam nói về thành công của mình "Trình độ không quan trọng bằng thái độ"                                            |
| 2022 | Eye Contact LIVE                 | Hỏi nhanh đáp lẹ #01 |
| 2024 | 8 Sài Gòn                        | Bùi Công Nam x Wren Evans                                                                                                   |
| 2024 | Thanh Âm Hạnh Phúc 2             | Tập 11 |
| 2024 | Chuyện Tối Cùng Sao              | Tập 36 |
| 2024 | Untold Creative Stories          | Từ sáng tác "thua pitching" đầu tiên đến nhạc sĩ "chuyên trị" dòng nhạc quảng cáo                                           |
| 2024 | Nhạc Nhẽo                        | Mùa 1 tập 14: Bùi Công Nam: "Thương" mại hay "ghét" mại                                                                     |
| 2024 | Tâm Sự Cùng Gia Đình Cá Heo #2   | Bùi Công Nam suy sụp tới mức CHÁN GHÉT TỪNG HƠI THỞ của mình                                                                |
| 2024 | 360HOT                           | Bùi Công Nam, Thiên Minh, Duy Khánh                                                                                         |
| 2024 | Kênh 14 Special                  | Here to hear - Game: "Xoắn não" với các Anh tài trong game "Ai nhất?"                                                       |
| 2024 | Kênh 14 Special                  | Here to hear - Game: "Đơ như cây mơ" với những bí mật của các Anh Trai khi chơi game Những điều tôi chưa từng               |
| 2024 | Kênh 14 Special                  | Here to hear - Interview: Anh Trai Vượt Ngàn Chông Gai là những cuộc chiến với chính mình hơn là với các anh tài xung quanh |
| 2024 | ATVNCG                           | NHẶT NỐT TÌM SONG - THỬ THÁCH 100 BÀI HÁT: Duy Nhất & Bùi Công Nam Vừa Hát Vừa Trêu Bạn                                     |
| 2024 | ATVNCG                           | TÀI-THẬT-THÁCH: Tập 5: Bùi Công Nam, Kay Trần, Liên Bỉnh Phát                                                               |
| 2024 | ATVNCG                           | Podcast Tổng đài Anh Tài Ep 14                                                                                              |
| 2024 | Song Association                 | Bùi Công Nam x Thiên Minh                                                                                                   |
| 2024 | Hỏi & Hang                       | Tập 06: Bùi Công Nam, Jun Phạm, Thiên Minh                                                                                  |
| 2024 | Khi 2 Là 1                       | Mùa 2 - Tập 1: Bùi Công Nam x Neko Lê                                                                                       |
| 2024 | 8 Sài Gòn                        | Bùi Công Nam x HuyR |
| 2024 | Ở Đây Có Ai                      | Tập 7: Bùi Công Nam x Rhymastic                                                                                             |
| 2024 | The Hidden Show                  | BB Trần x Bùi Công Nam |
| 2025 | Hoa Xuân Chuyện                  | Tập 3: "Thái tử VTV" (tự đồn) Bùi Công Nam lên sóng Hoa Xuân Chuyện                                                         |